# Alticola strelzowi
Alticola strelzowi là một loài động vật có vú trong họ Cricetidae, bộ Gặm nhấm. Loài này được Kastchenko mô tả năm 1899.